# Olympische Sommerspiele 2016/Radsport – Einzelzeitfahren Straße (Männer)
Das Einzelzeitfahren der Männer im Straßenradsport bei den Olympischen Spielen 2016 in Rio de Janeiro fand am 10. August 2016 statt.
Olympiasieger wurde der Schweizer Fabian Cancellara. Die Silbermedaille gewann Tom Dumoulin aus den Niederlanden. Bronze ging an den Briten Chris Froome.

## Streckenverlauf

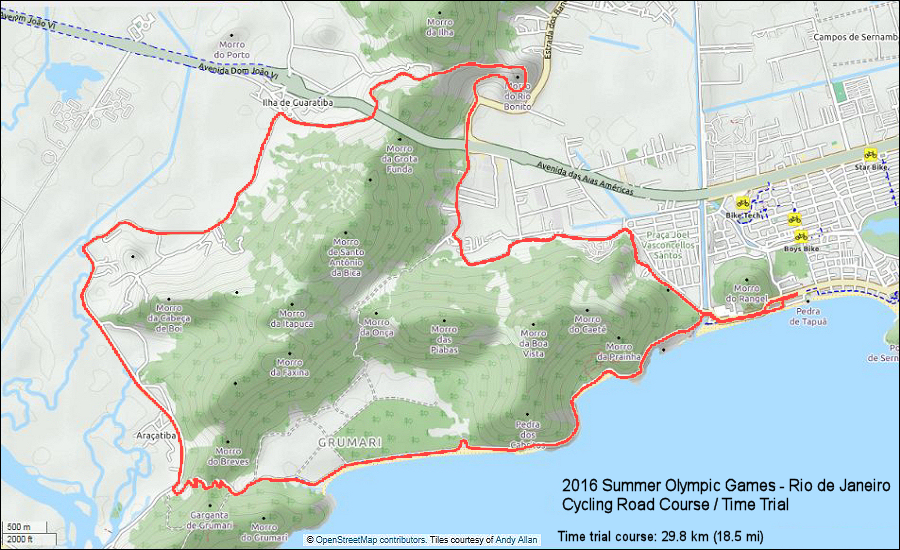
Der Streckenverlauf des Einzelzeitfahrens

Der Start- und Zielbereich befand sich auf dem Tim Maia Square in Pontal. Von dort führte die Strecke über ein 2,6 km langes Teilstück der Estrada do Pontal zum 24,8 km langen Rundkurs Grumari Circuit, der zwei Mal zu absolvieren war. Die Strecke endete mit dem Weg zurück zum Start- und Zielbereich. Das Rennen führte damit insgesamt über 54,5 km.
Der Rundkurs verlief im Uhrzeigersinn um mehrere Schutzgebiete, die zum Stadtteil Grumari gehören. Nach 9,7 und 34,4 Kilometern des Rennens musste nach einer Kopfsteinpflaster-Passage der Grumari-Anstieg auf 124 oder 126 m bewältigt werden. Dabei kam es auf einer Länge von 1,3 km zu bis zu 17 % Steigung. Der Grota-Funda Anstieg nach 19,2 und nach 43,9 Rennkilometern führte auf 2,1 km über weniger starke Steigungen von durchschnittlich 6,8 % auf eine Höhe von 164 oder 166 m. Zwischenzeiten wurden jeweils am Gipfel genommen.
Wie z. B. auch bei den Spielen von Peking 2008 waren die Strecken für die Zeitfahrwettbewerbe jeweils Teilstücke der Strecken für die Wettbewerbe der Straßenrennen. So musste der Rundkurs Grumari Circuit beim Straßenrennen der Herren viermal und bei dem der Frauen zweimal sowie beim Einzelzeitfahren der Männer zweimal und bei den Frauen einmal bewältigt werden; er wurde dann jeweils durch unterschiedliche andere Teilstrecken ergänzt.

## Titelträger
| Olympiasieger | Bradley Wiggins  | London 2012   |
| Weltmeister   | Wassil Kiryjenka | Richmond 2015 |

## Ergebnis
10. August 2016, Start: 10:00 Uhr Ortszeit (15:00 Uhr MESZ)
| Rang                 | Athlet                  | Nation             | Zeit (h)   |
| -------------------- | ----------------------- | ------------------ | ---------- |
| 1                    | Fabian Cancellara       | Schweiz            | 1:12:15,42 |
| 2                    | Tom Dumoulin            | Niederlande        | 1:13:02,83 |
| 3                    | Chris Froome            | Großbritannien     | 1:13:17,54 |
| 4                    | Jonathan Castroviejo    | Spanien            | 1:13:21,50 |
| 5                    | Rohan Dennis            | Australien         | 1:13:25,66 |
| 6                    | Maciej Bodnar           | Polen              | 1:14:05,89 |
| 7                    | Nélson Oliveira         | Portugal           | 1:14:15,27 |
| 8                    | Ion Izagirre            | Spanien            | 1:14:21,59 |
| 9                    | Geraint Thomas          | Großbritannien     | 1:14:52,85 |
| 10                   | Primož Roglič           | Slowenien          | 1:14:55,16 |
| 11                   | Leopold König           | Tschechien         | 1:15:23,64 |
| 12                   | Tony Martin             | Deutschland        | 1:15:33,75 |
| 13                   | Simon Geschke           | Deutschland        | 1:15:49,88 |
| 14                   | Michał Kwiatkowski      | Polen              | 1:15:55,49 |
| 15                   | Jan Bárta               | Tschechien         | 1:15:56,91 |
| 16                   | Georg Preidler          | Österreich         | 1:16:02,36 |
| 17                   | Wassil Kiryjenka        | Belarus            | 1:16:05,70 |
| 18                   | Andrij Hrywko           | Ukraine            | 1:16:33,24 |
| 19                   | Christopher Juul-Jensen | Dänemark           | 1:16:49,62 |
| 20                   | Tim Wellens             | Belgien            | 1:16:49,71 |
| 21                   | Hugo Houle              | Kanada             | 1:17:02,04 |
| 22                   | Taylor Phinney          | Vereinigte Staaten | 1:17:25,31 |
| 23                   | Brent Bookwalter        | Vereinigte Staaten | 1:17:57,61 |
| 24                   | Andrei Seiz             | Kasachstan         | 1:18:47,63 |
| 25                   | Kanstanzin Siuzou       | Belarus            | 1:18:58,75 |
| 26                   | Eduardo Sepúlveda       | Argentinien        | 1:19:07,84 |
| 27                   | Damiano Caruso          | Italien            | 1:19:46,53 |
| 28                   | Pawel Kotschetkow       | Russland           | 1:20:07,59 |
| 29                   | Alexis Vuillermoz       | Frankreich         | 1:20:43,87 |
| 30                   | Edvald Boasson Hagen    | Norwegen           | 1:21:12,35 |
| 31                   | Ghader Mizbani          | Iran               | 1:21:39,45 |
| 32                   | Julian Alaphilippe      | Frankreich         | 1:24:39,99 |
| 33                   | Mouhssine Lahsaïn       | Marokko            | 1:25:11,72 |
| 34                   | Ahmet Örken             | Türkei             | 1:27:37,41 |
| 35                   | Dan Craven              | Namibia            | 1:27:47,93 |
| Nicht in der Wertung |                         |                    |            |
|                      | Jonathan Monsalve       | Venezuela          | DNS        |
|                      | Youcef Reguigui         | Algerien           | DNS        |